# Michael Liendl
Michael Liendl (Graz, 25 oktober 1985) is een Oostenrijks voetballer die als middenvelder speelt.

## Carrière
Michael Liendl begon zijn carrière bij de Oostenrijkse Bundesligaclub Grazer AK, waar hij slechts eenmalig in actie kwam en hij zodoende aan Kapfenberger SV werd verhuurd. Na deze huurperiode nam Kapfenberger SV hem definitief over, en speelde hij enkele seizoenen in de Erste Liga. In het seizoen 2007/08 werd Liendl met Kapfenberger SV kampioen van de Erste Liga, en promoveerde hij naar de Bundesliga. In 2009 vertrok hij naar FK Austria Wien, waarmee hij ook enkele wedstrijden in de Europa League speelde. Via Wolfsberger AC kwam hij in de Duitse 2. Bundesliga terecht, waar hij enkele seizoenen bij Fortuna Düsseldorf en TSV 1860 München speelde.
In 2017 werd 1860 München door financiële problemen teruggezet naar de Regionalliga Bayern, en vertrok Liendl naar FC Twente. Met FC Twente degradeerde hij in het seizoen 2017/18 uit de Eredivisie waarna hij terugkeerde bij Wolfsberger AC.

## Clubstatistieken
| Seizoen                  | Club               | Land           | Competitie          | Competitie | Competitie | Beker | Beker | Europees | Europees | Overig | Overig | Totaal | Totaal |
| Seizoen                  | Club               | Land           | Competitie          | Wed.       | Dlp.       | Wed.  | Dlp.  | Wed.     | Dlp.     | Wed.   | Dlp.   | Wed.   | Dlp.   |
| ------------------------ | ------------------ | -------------- | ------------------- | ---------- | ---------- | ----- | ----- | -------- | -------- | ------ | ------ | ------ | ------ |
| 2002/03                  | Grazer AK          | Oostenrijk     | Bundesliga          | 0          | 0          | 1     | 0     | 0        | 0        | 0      | 0      | 1      | 0      |
| 2003/04                  | Grazer AK          | Oostenrijk     | Bundesliga          | 0          | 0          | 0     | 0     | 0        | 0        | 0      | 0      | 0      | 0      |
| 2003/04                  | → Kapfenberger SV  | Oostenrijk     | Erste Liga          | 10         | 2          | 0     | 0     | 0        | 0        | 0      | 0      | 10     | 2      |
| 2004/05                  | Kapfenberger SV    | Oostenrijk     | Erste Liga          | 27         | 3          | 1     | 0     | 0        | 0        | 0      | 0      | 28     | 3      |
| 2005/06                  | Kapfenberger SV    | Oostenrijk     | Erste Liga          | 33         | 4          | 2     | 0     | 0        | 0        | 0      | 0      | 35     | 4      |
| 2006/07                  | Kapfenberger SV    | Oostenrijk     | Erste Liga          | 22         | 5          | 0     | 0     | 0        | 0        | 0      | 0      | 22     | 5      |
| 2007/08                  | Kapfenberger SV    | Oostenrijk     | Erste Liga          | 33         | 18         | 0     | 0     | 0        | 0        | 0      | 0      | 33     | 18     |
| 2008/09                  | Kapfenberger SV    | Oostenrijk     | Bundesliga          | 34         | 5          | 4     | 3     | 0        | 0        | 0      | 0      | 38     | 8      |
| 2009/10                  | FK Austria Wien    | Oostenrijk     | Bundesliga          | 20         | 3          | 2     | 0     | 4        | 0        | 0      | 0      | 26     | 3      |
| 2010/11                  | FK Austria Wien    | Oostenrijk     | Bundesliga          | 30         | 3          | 4     | 0     | 6        | 0        | 0      | 0      | 40     | 3      |
| 2011/12                  | FK Austria Wien    | Oostenrijk     | Bundesliga          | 32         | 4          | 4     | 1     | 5        | 1        | 0      | 0      | 41     | 6      |
| 2012/13                  | Wolfsberger AC     | Oostenrijk     | Bundesliga          | 36         | 9          | 3     | 1     | 0        | 0        | 0      | 0      | 39     | 10     |
| 2013/14                  | Wolfsberger AC     | Oostenrijk     | Bundesliga          | 21         | 11         | 3     | 1     | 0        | 0        | 0      | 0      | 24     | 12     |
| 2013/14                  | Fortuna Düsseldorf | Duitsland      | 2. Bundesliga       | 15         | 3          | 0     | 0     | 0        | 0        | 0      | 0      | 15     | 3      |
| 2014/15                  | Fortuna Düsseldorf | Duitsland      | 2. Bundesliga       | 34         | 8          | 1     | 0     | 0        | 0        | 0      | 0      | 35     | 8      |
| 2015/16                  | Fortuna Düsseldorf | Duitsland      | 2. Bundesliga       | 3          | 0          | 1     | 0     | 0        | 0        | 0      | 0      | 4      | 0      |
| 2015/16                  | TSV 1860 München   | Duitsland      | 2. Bundesliga       | 29         | 4          | 2     | 0     | 0        | 0        | 0      | 0      | 31     | 4      |
| 2016/17                  | TSV 1860 München   | Duitsland      | 2. Bundesliga       | 28         | 8          | 2     | 0     | 0        | 0        | 2      | 0      | 32     | 8      |
| 2017/18                  | TSV 1860 München   | Duitsland      | Regionalliga Bayern | 0          | 0          | 0     | 0     | 0        | 0        | 0      | 0      | 0      | 0      |
| 2017/18                  | FC Twente          | Nederland      | Eredivisie          | 15         | 0          | 3     | 1     | 0        | 0        | 0      | 0      | 18     | 1      |
| 2018/19                  | Wolfsberger AC     | Oostenrijk     | Bundesliga          | 32         | 12         | 3     | 1     | 0        | 0        | 0      | 0      | 35     | 13     |
| 2019/20                  | Wolfsberger AC     | Oostenrijk     | Bundesliga          | 32         | 8          | 2     | 1     | 6        | 1        | 0      | 0      | 40     | 10     |
| 2020/21                  | Wolfsberger AC     | Oostenrijk     | Bundesliga          | 32         | 8          | 4     | 4     | 7        | 5        | 2      | 0      | 44     | 17     |
| 2021/22                  | Wolfsberger AC     | Oostenrijk     | Bundesliga          | 31         | 8          | 5     | 0     | 0        | 0        | 0      | 0      | 36     | 8      |
| 2022/23                  | Grazer AK          | Oostenrijk     | 2. Liga             | 25         | 5          | 3     | 0     | 0        | 0        | 0      | 0      | 28     | 5      |
| Carrièretotaal           | Carrièretotaal     | Carrièretotaal | Carrièretotaal      | 574        | 131        | 49    | 13    | 28       | 7        | 4      | 0      | 655    | 151    |
| Bijgewerkt op 1 mei 2023 |                    |                |                     |            |            |       |       |          |          |        |        |        |        |

## Interlands
In 2014 werd Michael Liendl door bondscoach Marcel Koller eenmalig opgeroepen voor het Oostenrijks voetbalelftal, waar hij op 30 mei tegen IJsland op de bank zat, en op 3 juni zijn eerste en enige interland speelde tegen Tsjechië.
| Interlands van Michael Liendl voor Oostenrijk | Interlands van Michael Liendl voor Oostenrijk | Interlands van Michael Liendl voor Oostenrijk | Interlands van Michael Liendl voor Oostenrijk | Interlands van Michael Liendl voor Oostenrijk | Interlands van Michael Liendl voor Oostenrijk |
| №                                             | Datum                                         | Wedstrijd                                     | Uitslag                                       | Soort wedstrijd                               | Doelpunten                                    |
| Als speler bij Wolfsberger AC                 | Als speler bij Wolfsberger AC                 | Als speler bij Wolfsberger AC                 | Als speler bij Wolfsberger AC                 | Als speler bij Wolfsberger AC                 | Als speler bij Wolfsberger AC                 |
| --------------------------------------------- | --------------------------------------------- | --------------------------------------------- | --------------------------------------------- | --------------------------------------------- | --------------------------------------------- |
| 1.                                            | 3 juni 2014                                   | Tsjechië - Oostenrijk                         | 1 – 2                                         | Vriendschappelijk                             | 0                                             |